# Даху
Даху (енгл. Dahu) је легендарно створење које је добро познато у Француској, Швајцарској и северној Италији.
Французи, швајцарци и италијани га најчешће описују као планинску козу. Користе се и разна друга имена за ово створење. У Жири се користи назив Дахут или Даири, у Бургоњи Дархут, у Аверон у Тамароа. Постоје још бројни други називи.